# Roger De Backer
Roger De Backer (Machelen aan de Leie, 30 april 1897 - Waregem, 7 augustus 1984) was een Vlaams kunstschilder. Hij was een luminist en behoorde tot de impressionistische school.
Hij werd geboren in de als monument van bouwkundig erfgoed bewaarde dokterswoning in de Dorpsstraat 75 uit het huwelijk van arts Alfons De Backer en Zoë Masureel. Als kunstschilder was hij in de leer bij Modest Huys. Hij was tevens een dorpsgenoot van Roger Raveel. Hij schilderde de Leiestreek maar ook stillevens, portretten, personages en andere landschappen. Hij had een atelier op de zolderkamer van de oude herberg De Karper in het dorp. Zijn werk bevindt zich zowel in binnenland (Museum van Deinze en de Leiestreek, regionale stadshuizen en vooral ook heel wat privaat bezit) alsook buitenland (Berlijn, New York, Londen, Parijs, Nederland en Duitsland). Meerdere tentoonstellingen van zijn werk gingen door in en rond Machelen aan de Leie. 
De Backer werd tot ridder in de Orde van Leopold II benoemd op 23 februari 1972.